# Sainte Marie du pays de Verneuil
 (octobre 2024).
Sainte Marie du pays de Verneuil est une paroisse du diocèse catholique d'Evreux.

## Localisation
La paroisse de Sainte Marie du pays de Verneuil correspond à l'extrémité sud du département de l'Eure en Normandie. Elle fait partie du comté du Perche au Moyen Âge et sous l'Ancien Régime.
Elle correspond à la plaine alluviale de l'Avre délimitant les deux départements (de l'Eure et de l'Eure-et-Loir), et deux régions: la Normandie et le Centre Val de Loire.

## Pastorale

### Mariages
L' action de la paroisse est centrée sur le mariage, d'où les commémorations et de nombreuses fêtes d'anniversaire de mariage.

### Aumônerie des sapeurs pompiers
L'aumonerie des sapeurs pompiers est assurée par  Pascal Richet, ami de Sébastien Lecornu, président du conseil départemental de l'Eure, qu'il a décoré de l'Ordre de la sécurité intérieure.

### Bioéthique
Des dossiers (en ligne, ou directement à portée) sont mis à la disposition des fidèles, inspirés du pontificat de Jean-Paul II.

### Encadrement de la jeunesse
D'importants patronages de jeunesse[Quoi ?] sont mis en place comme celui dit de Bethléem, ce qui rejoint l'orientation franciscaine conservatrice de tendance capucine de la paroisse, fidèle aux écrit d'Éloi Leclerc. Ce qui est renforcé par la présence accrue de servant d'autel et de colonie de vacances dite « Katorin » à Saint-Jean-de-Monts.

### Marie qui défait les nœuds
La Vierge Marie qui défait les nœuds, (culte répandu en Allemagne au XVIe siècle contre le protestantisme), est très vénérée par les catholiques conservateurs, ainsi que dans la paroisse euroise de Saint-Jean-Baptiste du Val-Iton.
Dans la paroisse Sainte Marie du Pays de Verneuil, elle donne lieu à des neuvaines qui, d'après la tradition, « protègent du diable ».